# Ernest Closson
Léonard Mathieu "Ernest" Closson (Sint-Joost-ten-Node, 12 december 1870 – Sint-Gillis, 21 december 1950) was een Belgisch musicoloog.
Hij werd geboren binnen het gezin van boekhandelaar Mathieu Jean Léonard Closson en apothekersdochter Cécile Charlotte Flore Gripekoven. Vanaf zijn tienerjaren had hij zich voornamelijk door zelfstudie toegelegd op de musicologie.
Hij werd voornamelijk bekend als conservator van het Museum voor muziekinstrumenten (MIM) in Brussel. Nadat hij er in 1896 adjunct-conservator was geworden onder Victor-Charles Mahillon volgde hij hem in 1924 op als conservator. Door een tekortschietende financiering vond tijdens zijn bewind (1924-1936) nauwelijks onderhoud en aankopen plaats. Zijn zoon Hermann Closson volgde hem op en kampte met dezelfde financiële problemen.
Ernest Closson gaf zelf muziekgeschiedenis aan het Conservatorium van Brussel (vanaf 1912 tot 1935) en het Conservatorium van Bergen (vanaf 1917 tot 1935). Hij was tevens muziekcriticus bij het L’Indépendance belge (1920-1940). Voorts was hij onder Charles Van den Borren vicevoorzitter van de Société belge de musicologie vanaf 1946 tot aan zijn dood in 1950.
Closson publiceerde veelvuldig, waaronder:
- Siegfried de Richard Wagner (Brussel, 1891) dankzij een samenwerking met Le Guide musical dat onder leiding stond van Wagnerkenner Maurice Kufferath
- Edvard Grieg et la musique scandinave (Parijs, 1892)
- Les concerts populaires de Bruxelles (Brussel, 1898)
- Les origines légendaires de "Feuersnoth" de R. Strauss (Brussel, 1902)
- L'instrument de lusique comme document etnographique (Brussel, 1902)
- een Nocturne voor dwarsfluit en piano en droeg het op aan Adolphe Léonard (Gebr. Schott, Brussel)
- Chansons populaires des provinces belges, (gebr. Schott, Brussel, 1905; en een aantal herdrukken; ook uitgegeven in Leipzig) gesplitst in Chansons nationales beginnende met het Wilhelmus, Chansons flamandes en Chansons Wallonies
- Les noëls wallons (Brussel, 1909 en herdruk in 1938)
- Le manuscrit dit des basses danses de la bibliothèque de Bourgogne (Brussel, 1912)
- Notes sur la chansons populaire en Belgique (Brussel, 1913)
- Les éléments d’esthétique musicale (Brussel, 1916 met herdrukken)
- La facture des instruments de musique en Belgique (Brussel, 1935)
- Le lied néerlandais ancien dans ses accointances avec le lied populaire allemand (Antwerpen, 1939)
- Histoire du piano (Geschiedenis van de piano), (Brussel, 1944 met een Engelse vertaling in 1947)
- L’élément Flamand dans Beethoven (over de Mechelse invloeden van Ludwig van Beethoven), (Brussel, 1928 met herdruk in 1946 en Engelse vertaling in 1936)
- Talrijke monografieën waaronder deze van César Franck (Charleroi, 1923), Orlando di Lasso (Turnhout, 1919), André Grétry (Turnhout, 1920) en François-Auguste Gevaert (Brussel, 1929).

- Bibsys: 4005473
- Bibliothèque nationale de France: cb148525678 (data)
- Catàleg d'autoritats de noms i títols de Catalunya: 981058518725906706
- CiNii: DA10494610
- Digitale Bibliotheek voor de Nederlandse Letteren: clos006
- Gemeinsame Normdatei: 118888404
- International Standard Name Identifier: 0000 0001 1631 896X
- Library of Congress Control Number: no90012364
- Nationale Bibliotheek van Tsjechië: jn19990001423
- Nationale Bibliotheek van Israël: 987007259982905171
- Nederlandse Thesaurus van Auteursnamen: 067641938
- Istituto Centrale per il Catalogo Unico: RMRV009285
- Système universitaire de documentation: 033012067
- Trove: 1058873
- Virtual International Authority File: 44569845
- WorldCat: E39PBJfMpVXh8CwvcYVmqpQyVC